# 乙武洋匡
乙武洋匡（1976年4月6日—）是一位日本作家。以自傳《五體不滿足》而知名。

## 生平
出生於日本東京都新宿區，自幼有先天性四肢切斷症，由於自傳《五體不滿足》而廣為知名。在家人與老師的幫助下，克服了許多身體上的不便，一路完成學校教育，並讀到早稻田大學政治經濟學部。
1998年，乙武洋匡在講談社出版自傳《五體不滿足》，七個月內銷量達380萬本。之後乙武洋匡又陸續出版了一些書籍，並接受TBS電視台的工作，負責TBS系列節目《JNN新聞之森》企畫與播出。2001年，乙武洋匡結婚，妻子乙武仁美是大學學妹。兩人婚後育有兩男一女。
2000年2月，乙武洋匡得到「都民文化榮譽」獎。2007年他在東京都新宿區任公務員。2007年4月挑戰小學教職，在東京都杉並區杉並第四小學教授社會科學、科學及道德課程。2013年3月8日就任東京都教育委員會委員，2015年12月31日辭職。2015年4月就讀政策研究大學院大學。
2016年3月24日出刊的雜誌《週刊新潮》2016年3月31日，報導乙武洋匡坦承與20多歲的女性維持3、4年婚外情，還說乙武洋匡婚後與5名女性發生過婚外情。之後乙武洋匡在其個人網站公開道歉，其妻乙武仁美發表公開聲明表示夫婦將決心再走下去。但在同年的6月，兩人開始分居。9月14日，乙武洋匡宣布與妻子協議離婚。
2022年5月19日，乙武洋匡在自己的youtube頻道表態參選第26屆日本參議院議員通常選舉。7月10日開票結果，乙武洋匡在東京都選舉區（34人參選，應選六席）以第九高票、322,904票落選

## 作品一覽

### 著作
- 『五体不満足』（1998年、講談社）ISBN 4062091542
  - 《五體不滿足》－劉子倩譯，1999年；圓神出版社出版。ISBN 957607388X
- 『五体不満足』 CD BOOK（1999年、講談社）ISBN 4069340009
- 『五体不満足』（絵は武田美穂）（2000年、講談社青い鳥文庫）ISBN 4061485342
- 『五体不満足』完全版（2001年、講談社文庫）ISBN 4062649802
  - 《五體不滿足完全版－－乙武洋匡的嶄新旅程（页面存档备份，存于）》－劉子倩譯，2007年；圓神出版社出版。ISBN 9789861331843
- （画は沢田としき）（2000年、中央法規出版）ISBN 4805819006
  - 《乙武的禮物》－劉子倩譯，2001年；圓神出版社出版。ISBN 9576075610
- （2000年、講談社）ISBN 4062101378
  - 《乙武報告》（Ototake Reports）－劉子倩譯，2000年；圓神出版社出版。ISBN 9576075483
- 『乙武レポート 2003年版』（2003年、講談社）ISBN 4062737396
- 『。 Ototake diary 2000～2001』（2001年、講談社）ISBN 4062108674
- 『W杯戦士×乙武洋匡 フィールド・インタビュー』（2002年、文藝春秋）ISBN 4163583807
- 『残像』（2002年、ネコ・パブリッシング）ISBN 4873663113
- 『しごと。 Ototake diary 2001〜2003』（2003年、文藝春秋）ISBN 4163655204
- 『Flowers』（画はJUNICHI）（2004年、マガジンハウス）ISBN 4838714653
- 『年中無休スタジアム スポーツノンフィクション選』（2004年、講談社）ISBN 4062119323
- 『だから、僕は学校へ行く!』（2007年、講談社）ISBN 9784062136334
- 『大人になるための社会科入門』（2007年、幻冬舎）ISBN 9784344013681
- 『だいじょうぶ3組』（2010年、講談社）のち文庫、青い鳥文庫
- 『オトことば。』（Twitterでのやりとりを纏めたもの）（2011年、文藝春秋）のち文庫
- 『ありがとう3組』講談社 2012
- 『自分を愛する力』講談社現代新書 2013
- 『子どもたちの未来を考えてみた 教育・福祉・スポーツに望むこと』PHP研究所 2014
- 『社会不満足 対談乙武洋匡』中央法規出版 2014

## 相關著作
- （2002年）
- （2002年）
- （跟聖路加國際醫院名譽院長日野原重明的會談）（2003年）
- （2003年）
- Flowers（2004年）
- （2004年）
- （2007年）
- （2007年）
- （2010年）
- 五體不滿足老師的沒問題三班－王蘊潔譯，2011年；圓神出版社出版。ISBN 9789861333915

## 電影
| 年份 | 片名       | 備註                                                   |
| ---- | ---------- | ------------------------------------------------------ |
| 2013 | 沒問題三班 | 由《五體不滿足老師的沒問題三班》改編，乙武洋匡亲自出演 |

## 参見
- 力克·胡哲（胡積錫，Nick Vujicic）—澳洲人，他與乙武一樣天生沒有手腳。

## 外部連結
- 乙武洋匡官方網站（页面存档备份，存于）／推特（页面存档备份，存于）